# Альварес-Каскос, Франсиско
Франсиско Альварес-Каскос (исп. Francisco Álvarez-Cascos; 1 октября 1947) — испанский политик. Был генеральным секретарём Народной партии с 1989 по 1999 год и председателем правительства провинции Астурия с 2011 по 2012 год.

## Биография
Изучал гражданское строительство, несколько лет работал архитектором, а затем стал профессиональным политиком. В 1976 году присоединился к правой партии Народный альянс. С 1979 по 1986 год был представителем в совете Хихона.
В 1982 году был избран сенатором от Астурии. С 1983 года также являлся представителем парламентской группы Народного альянса в правительстве Астурии. В 1986 году был избран в Конгресс депутатов Испании от Астурии и переизбран в 1989, 1993, 1996 и 2000 годах.
На 9-м национальном съезде был избран генеральным секретарем Народной партии, созданной на базе Народного альянса. Трижды переизбран на национальных партийных съездах, которые проходили в Севилье (1990) и Мадриде (1993 и 1996). Являлся первым вице-президентом правительства и министром президентства с 1996 по 2000 год, а также министром по вопросам развития с 2000 по 2004 год. В 2004 году покинул Конгресс депутатов и оставил политику на несколько лет.
В 2009 году часть членов партии обратилась к нему с просьбой стать кандидатом в председатели правительства Астурии, организовав кампанию за его выдвижение. Однако, региональный лидер партии Габино де Лоренсо отказался поддержать кандидатуру Франсиско Альвареса-Каскоса. Национальный лидер партии Мариано Рахой отказался защитить его от нападок внутри партии, поэтому Франсиско Альвареса-Каскос вышел из партии. В мае 2011 года он создал новую партию Астурийский форум, которая получила 16 мест из 45 в Астурийском парламенте. Франсиско Альвареса-Каскос стал председателем правительства Астурии.
Около шести месяцев партийное большинство парламента Астурии отклоняло все законопроекты и провинциальный бюджет на 2012 год не был принят. Эта патовая ситуация вынудила Франсиско Альвареса-Каскос уйти в отставку 30 января 2012 года и назначить проведение новых выборов 25 марта 2012 года. «Астурийский форум» потерял 4 места, заняв второе место после Социалистической партии.
В рамках «дела Барсенаса» выяснилось, что Франсиско Альварес Каскос получил от Народной партии 421 693 евро в период с 1990 по 2004 год.